# الطرفاء (محافظة الجموم)
الطرفاء قرية سعودية، تتبع مركز الريان في محافظة الجموم بمنطقة مكة المكرمة، غرب المملكة العربية السعودية.